# پائولو والاگوسا
پائولو والاگوسا (انگلیسی: Paolo Valagussa؛ زادهٔ ۱۶ مهٔ ۱۹۹۳) بازیکن فوتبال اهل ایتالیا است.
از باشگاه‌هایی که در آن بازی کرده‌است می‌توان به باشگاه فوتبال مونتسا و باشگاه فوتبال ویرتوس انتلا اشاره کرد.